# Chi Nhót

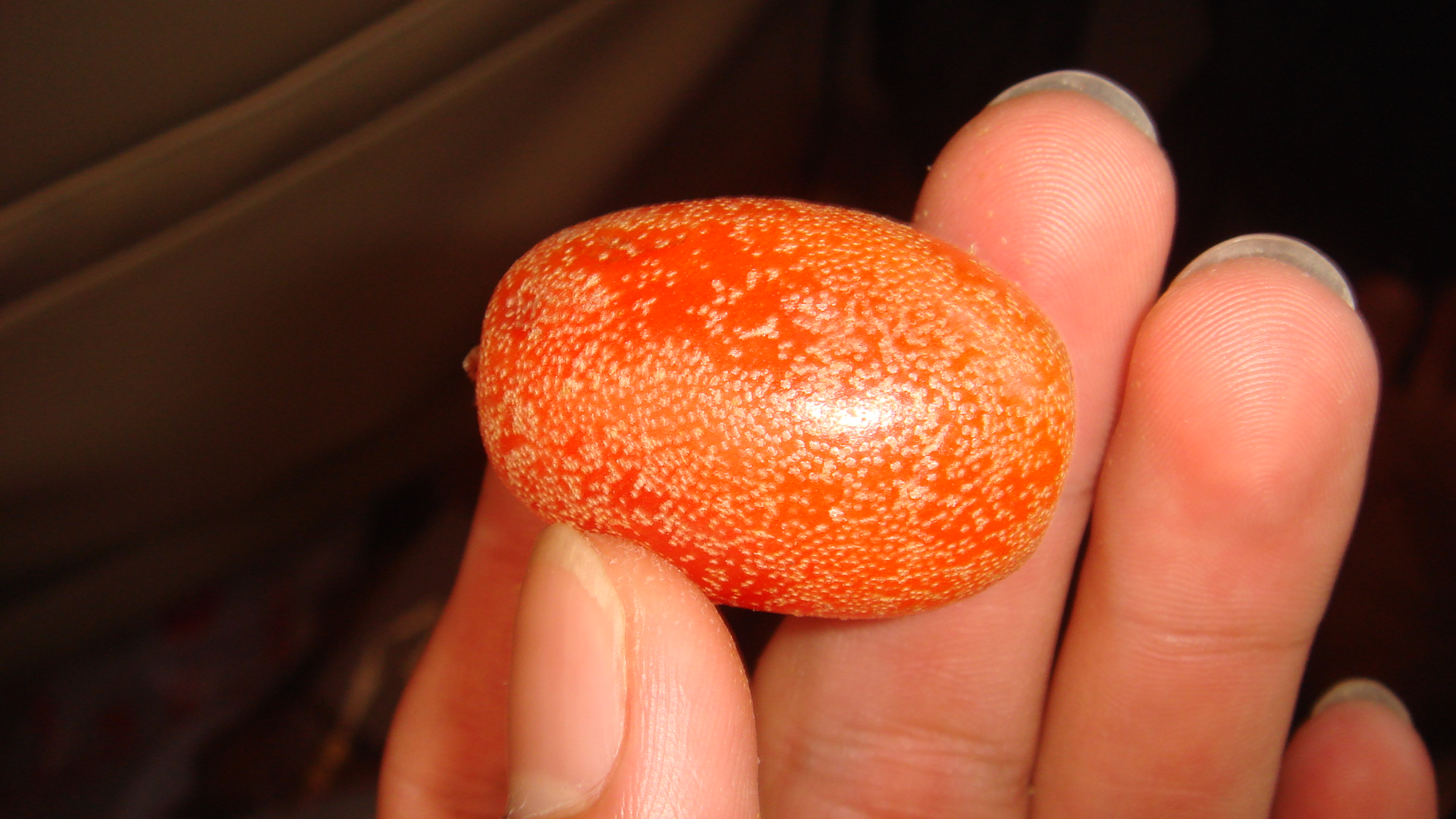
Quả nhót Bắc Bộ (Elaeagnus tonkinensis)

Chi Nhót (tên khoa học Elaeagnus) là một chi của khoảng 50-70 loài thực vật có hoa trong họ Nhót (Elaeagnaceae). Phần lớn các loài có nguồn gốc ở vùng ôn đới và cận nhiệt đới của châu Á, với một loài (E. triflora) sinh trưởng tận phía nam tới vùng đông bắc Úc và một loài khác (E. commutata) chỉ sinh trưởng ở khu vực Bắc Mỹ. Một loài khác (E. angustifolia) có thể có nguồn gốc ở miền cực đông nam của châu Âu mặc dù có thể là do con người đem nó đến đây trong thời kỳ ban đầu.
Chúng là các loài cây bụi hay cây thân gỗ nhỏ, lá sớm rụng hoặc thường xanh với các lá mọc so le. Lá và thân cây thông thường có phủ một lớp vảy nhỏ màu trắng bạc hay ánh nâu, làm cho cây có màu ánh trắng hoặc nâu-xám khi nhìn từ xa. Các hoa nhỏ, với đài hoa 4 thùy và không có cánh hoa; chúng thông thường có mùi thơm. Quả là loại quả hạch mọng chứa một hạt; ở nhiều loài thì quả ăn được, mặc dù nói chung thiếu hương vị thơm ngon.
Các loài trong chi Elaeagnus bị ấu trùng của một số loài sâu bọ thuộc bộ Lepidoptera phá hại, như Coleophora elaeagnisella và Naenia typica.

## Danh sách loài
- Elaeagnus angustata (Rehd.) C. Y. Chang (Trung Quốc)
- Elaeagnus angustifolia L. (Tây Á, Đông Âu) - Nhót đắng
- Elaeagnus argyi Levl. (Trung Quốc)
- Elaeagnus bambusetorum Hand.-Mazz. (Trung Quốc)
- Elaeagnus bockii Diels (Trung Quốc)
- Elaeagnus cinnamomifolia W. K. Hu et H. F. Chow (Trung Quốc)
- Elaeagnus commutata Bernh. (Bắc Mỹ) - Nhót bạc
- Elaeagnus conferta Roxb. (Nam Á, Việt Nam) - Nhót dại
- Elaeagnus courtoisi Belval (Trung Quốc)
- Elaeagnus davidii Franch. (Trung Quốc)
- Elaeagnus delavayi Lecomte (Trung Quốc, Việt Nam) - Nhót cuống dài
- Elaeagnus difficilis Serv. (Trung Quốc)
- Elaeagnus formosana Nakai (Đài Loan)
- Elaeagnus fruticosa (Lour.) A. Chev. (Việt Nam)
- Elaeagnus glabra Thunb. (Đông Á)
- Elaeagnus gonyanthes Benth. (Trung Quốc, Việt Nam) - Nhót hoa vuông
- Elaeagnus griffithii Serv. (Trung Quốc)
- Elaeagnus grijsii Hance (Trung Quốc)
- Elaeagnus guizhouensis C.Y.Chang (Trung Quốc)
- Elaeagnus henryi Warb. (Trung Quốc)
- Elaeagnus jiangxiensis C.Y.Chang (Trung Quốc)
- Elaeagnus jingdonensis C.Y.Chang (Trung Quốc)
- Elaeagnus kanaii Momily. (Trung Quốc)
- Elaeagnus lanceolata Warb. (Trung Quốc)
- Elaeagnus lanpingensis C.Y.Chang (Trung Quốc)
- Elaeagnus latifolia L. (Đông Á) - Nhót
- Elaeagnus liuzhouensis C.Y.Chang (Trung Quốc)
- Elaeagnus longiloba C.Y.Chang (Trung Quốc)
- Elaeagnus loureiroi Champ. (miền nam Trung Quốc, Việt Nam)
- Elaeagnus luoxiangensis C.Y.Chang (Trung Quốc)
- Elaeagnus luxiensis C.Y.Chang (Trung Quốc)
- Elaeagnus macrantha Rehd. (Trung Quốc)
- Elaeagnus macrophylla Thunb. (Đông Á)
- Elaeagnus magna Rehd. (Trung Quốc)
- Elaeagnus micrantha C.Y.Chang (Trung Quốc)
- Elaeagnus mollis Diels (Trung Quốc)
- Elaeagnus morrisonensis Hayata (Đài Loan)
- Elaeagnus multiflora Thunb. (Đông Á) - Nhót bạc
- Elaeagnus nanchuanensis C.Y.Chang (Trung Quốc)
- Elaeagnus obovata Li (Trung Quốc)
- Elaeagnus obtusa C.Y.Chang (Trung Quốc)
- Elaeagnus oldhami Maxim. (Trung Quốc)
- Elaeagnus ovata Serv. (Trung Quốc)
- Elaeagnus oxycarpa Schltdl. (Trung Quốc)
- Elaeagnus pallidiflora C.Y.Chang (Trung Quốc)
- Elaeagnus parvifolia Wallich ex Royle (Trung Á)
- Elaeagnus pauciflora C.Y.Chang (Trung Quốc)
- Elaeagnus philippinensis Perrott. (Philipin)
- Elaeagnus pilostyla C.Y.Chang (Trung Quốc)
- Elaeagnus pingnanensis C.Y.Chang (Trung Quốc)
- Elaeagnus pungens Thunb. (Nhật Bản) - Hồ đồi tử
- Elaeagnus pyriformis Hook.f. (miền đông Himalaya)
- Elaeagnus retrostyla C.Y.Chang (Trung Quốc)
- Elaeagnus sarmentosa Rehd. (Trung Quốc, Việt Nam)
- Elaeagnus schlechtendalii Serv. (Trung Quốc)
- Elaeagnus stellipila Rehd. (Trung Quốc)
- Elaeagnus taliensis C.Y.Chang (Trung Quốc)
- Elaeagnus thunbergii Serv. (Trung Quốc)
- Elaeagnus tonkinensis Serv. (Đông Nam Á) - Nhót Bắc Bộ
- Elaeagnus triflora Roxb. (Đông Nam Á, đông bắc Úc)
- Elaeagnus tubiflora C.Y.Chang (Trung Quốc)
- Elaeagnus tutcheri Dunn (miền nam Trung Quốc)
- Elaeagnus umbellata Thunb. (Đông Á) - Nhót Nhật Bản
- Elaeagnus viridis Serv. (Trung Quốc)
- Elaeagnus wenshanensis C.Y.Chang (Trung Quốc)
- Elaeagnus wilsonii Li (Trung Quốc)
- Elaeagnus wushanensis C.Y.Chang (Trung Quốc)
- Elaeagnus xichouensis C.Y.Chang (Trung Quốc)
- Elaeagnus xizangensis C.Y.Chang (Trung Quốc)

Các giống lai ghép
- Elaeagnus × ebbingei (E. macrophylla × E. pugens)
- Elaeagnus × pyramidalis (E. commutata × E. multiflora)
- Elaeagnus × reflexa (E. pugens × E. glabra)

## Hình ảnh

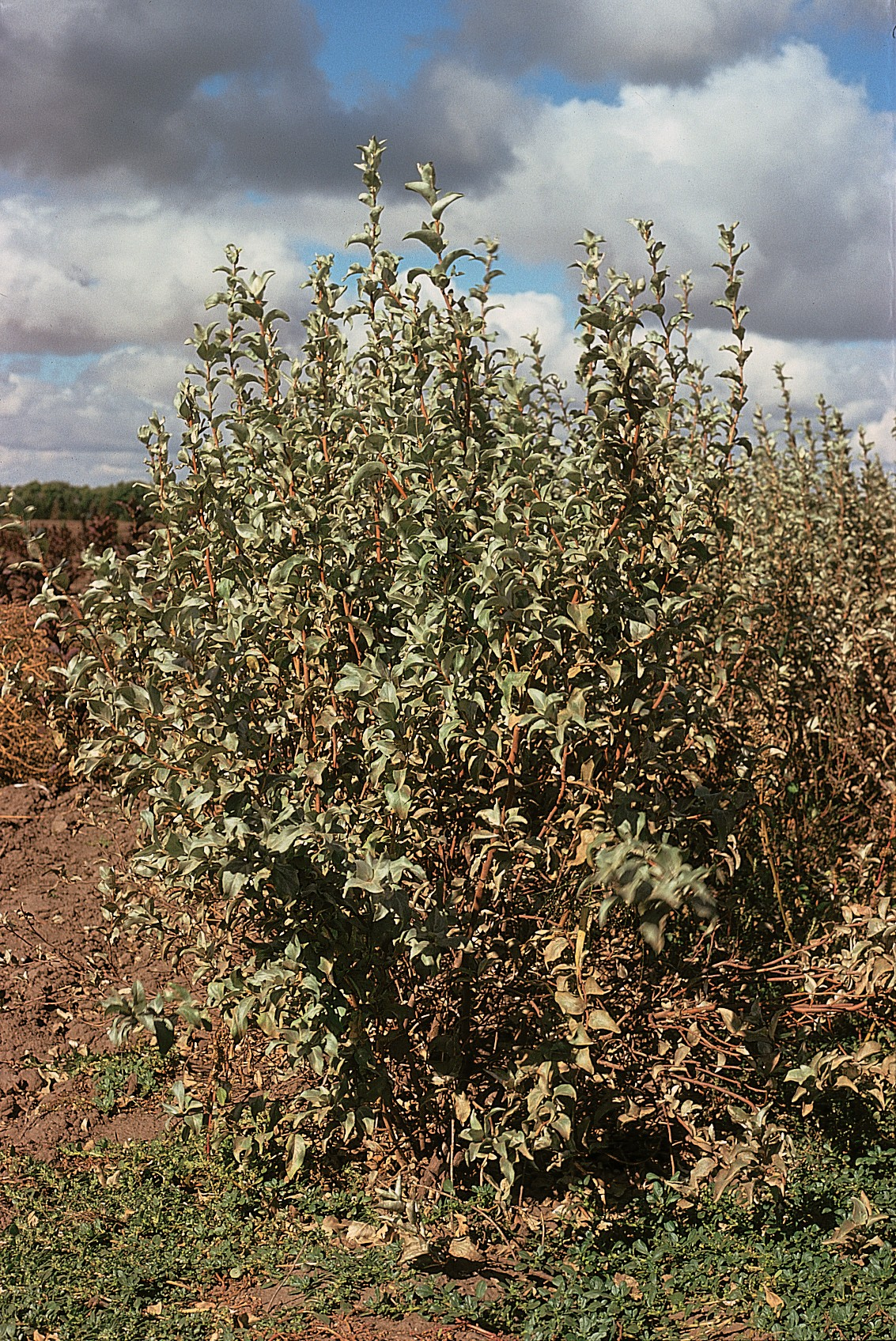
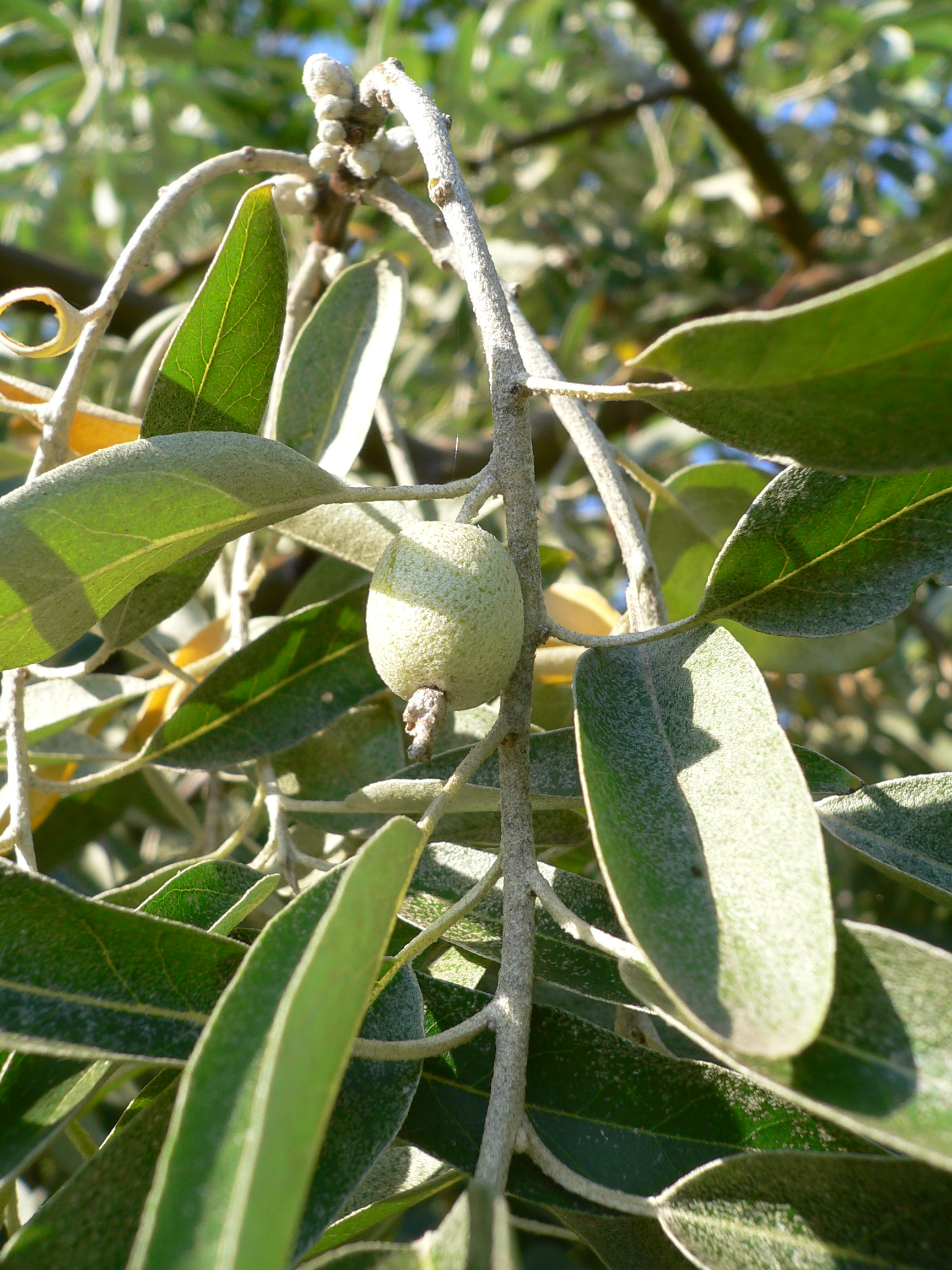
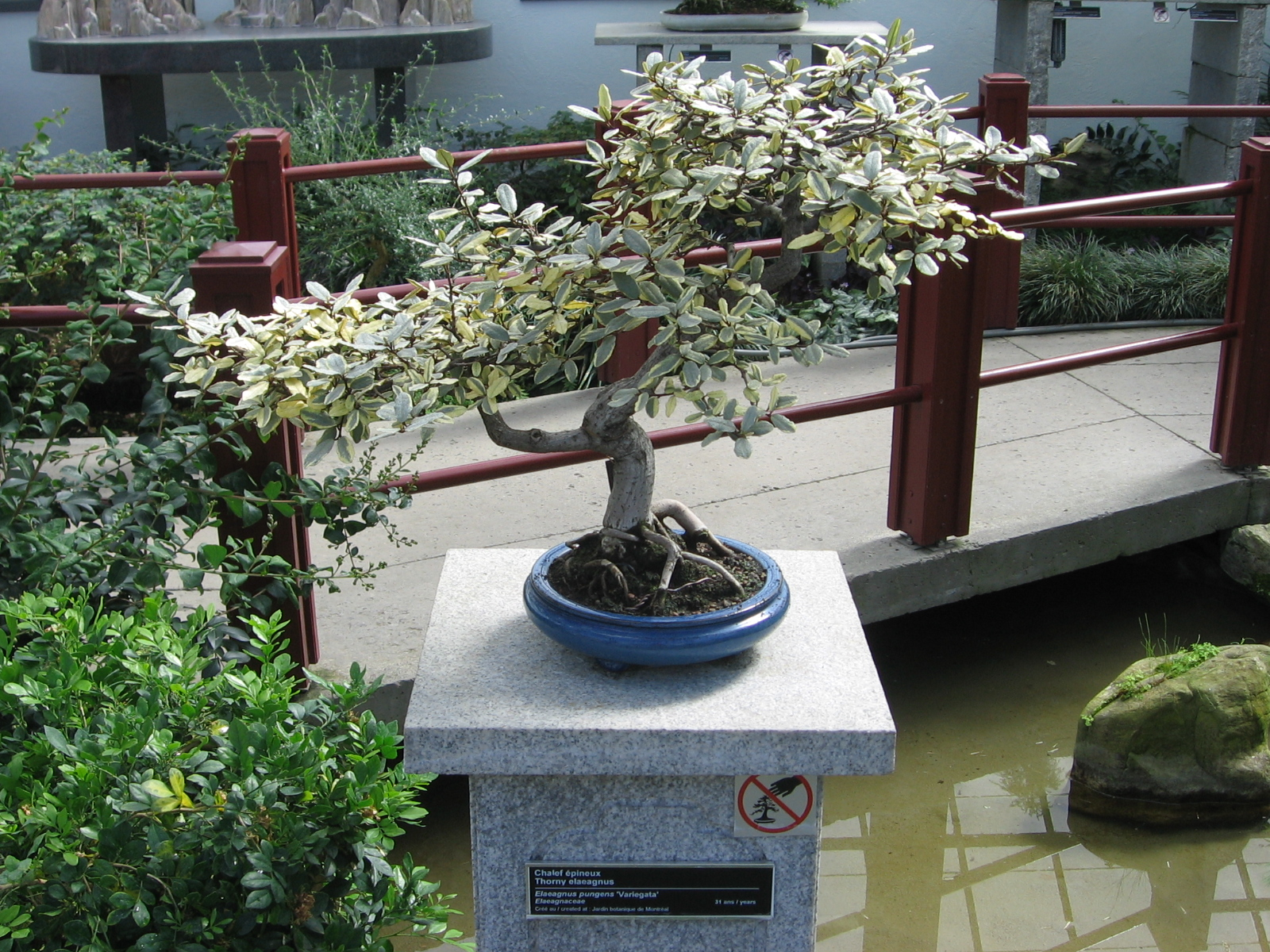
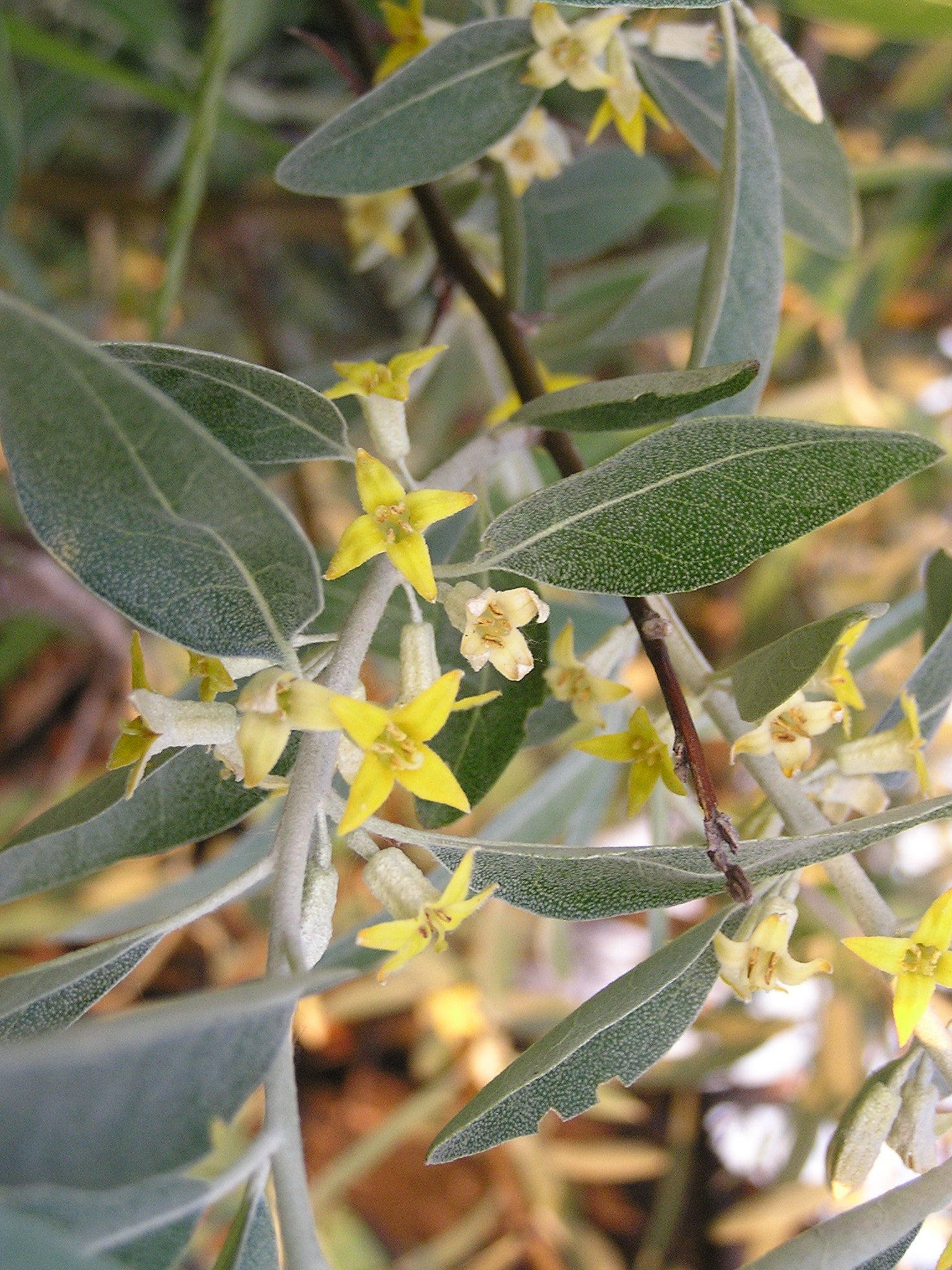